# 말레이시아 원주민연합당

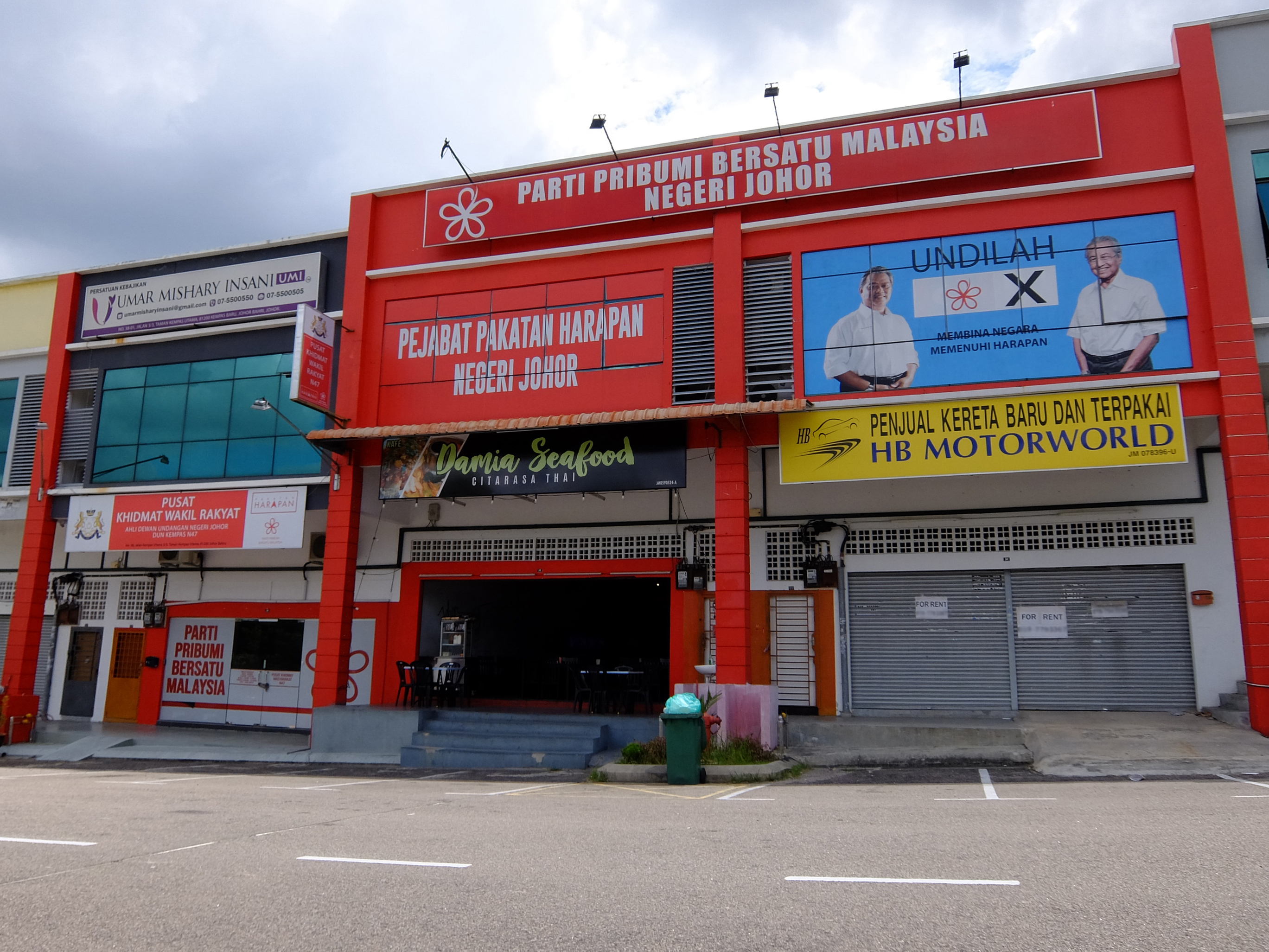
말레이시아 원주민연합당

말레이시아 원주민연합당심벌 마크

말레이시아 원주민연합당배너

말레이시아 원주민연합당(PPBM) (말레이어: Parti Pribumi Bersatu Malaysia, 중국어: 土著團结黨, 별칭: BERSATU(브르사투))은 말레이시아의 정당이며 말레이시아의 마하티르 7 번째 총리와 무히딘 야신 내무부 장관이 이끈다. 당의 당원들은 주로 당 의장과 나집 라작 총리에 불만을 품고 은퇴 한 통일말레이국민조직 (UMNO) 당의 전 회원들이다. 
당은 2016년 9월 9일에 무히딘 과 마하티르 전 총리와 무크리즈 마하티르 전 국무 장관이 말레이시아 회사 (1MDB) 와 여당의 지도자에 대한 불만에 불만을 표시했다. 마하티르는 2016년 2월 29일 UMNO에서 탈퇴했으며 무히딘 과 무크리즈 2016년 6월 24일 UMNO에서 추방되었다. 2016년 9월 9일, 세 총재는 공식적으로 다음 총선에서 BN에 도전하기 원주민연합당을 설립했다. 당은 모든 말레이시아 부미푸트라 (Bumiputera, 원주민) 에게 개방되어 있지만, 비원주민은 당에 가입 할 수 있지만 회의에서 투표권을 행사할 수 있는 권리는 없다. 
2017년 3월 20일, 희망연맹의 세 당사자가 동맹에 합의 할 것으로 기대된다. 2018년 4월 5일, 원주민연합당은 말레이시아 사회 등록국에 의해 "임시"등록 해제되어 해산 명령을 받았다. 사회 등록위원회 (Registry of Societies)는 원주민연합당이 마감 기한 내에 완전한 문서를 제출하지 않았다고 긴급 기자 회견에서 발표했다. 국은 원주민연합당의 등록을 일시적으로 취소하기 위해 1966년 사회 등록 국법 (Registry of Societies Act)을 호출하기로 결정했지만 터키 공산당은 여전히 이에 대한 결정을 내릴 수있다 항소. 그 이후 희망연맹이 2018년 말레이시아 총선에서 지배권을 성공적으로 획득하기를 희망하면서 말레이시아 내무부는 원주민연합당에 발행 한 임시 해산 명령을 즉시 취소했다. 
2020년 2월 24일, 원주민연합당은 희망연맹에서 탈퇴를 발표했다. 처음으로 마하티르 빈 모하맛이 말레이시아의 총리에 선출하게 되면서 60년 만에 좌익으로 정권교체를 하였다. 현재는 이스마일 사브리 야콥이 말레이시아의 총리에 선출하게 되면서 다시 야당이 되었다. 최대 좌익 정당이다.

## 같이 보기
- 말레이시아의 정당
- 말레이시아의 정치
- 희망연맹